# Oración de San Juan Vianney a Jesús

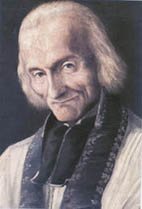
San Juan María Vianney

San Juan Vianney, patrón de los párrocos, compuso su oración a Jesús en el siglo XIX. La oración refleja los profundos sentimientos religiosos de Vianney, que fueron elogiados por el papa Juan XXIII en su encíclica Sacerdotii nostri primordia de 1959: "Lo que nos impide a los sacerdotes alcanzar la santidad -decía el Cura de Ars- es la irreflexión. Nos molesta apartar la mente de los asuntos externos; no sabemos lo que realmente debemos hacer. Lo que necesitamos es una reflexión profunda, junto con la oración y una unión íntima con Dios". El testimonio de su vida deja claro que siempre fue devoto de sus oraciones y que ni siquiera el deber de oír confesiones o cualquier otro oficio pastoral pudo hacerle descuidarlas. "Incluso en medio de tremendos trabajos, nunca cejó en su conversación con Dios". 
La oración está citada en el Catecismo de la Iglesia Católica.

## Palabras de la oración
Te amo, oh Dios mío, y mi único deseo es amarte hasta el último suspiro de mi vida.
Te amo, oh mi Dios infinitamente amable, y prefiero morir amándote, que vivir sin amarte.
Te amo, Señor y la única gracia que te pido es amarte eternamente...
Dios mío, si mi lengua no puede decir en cada momento que Te amo, quiero que mi corazón Te lo repita tantas veces como respire.